# 슈벤초니스구

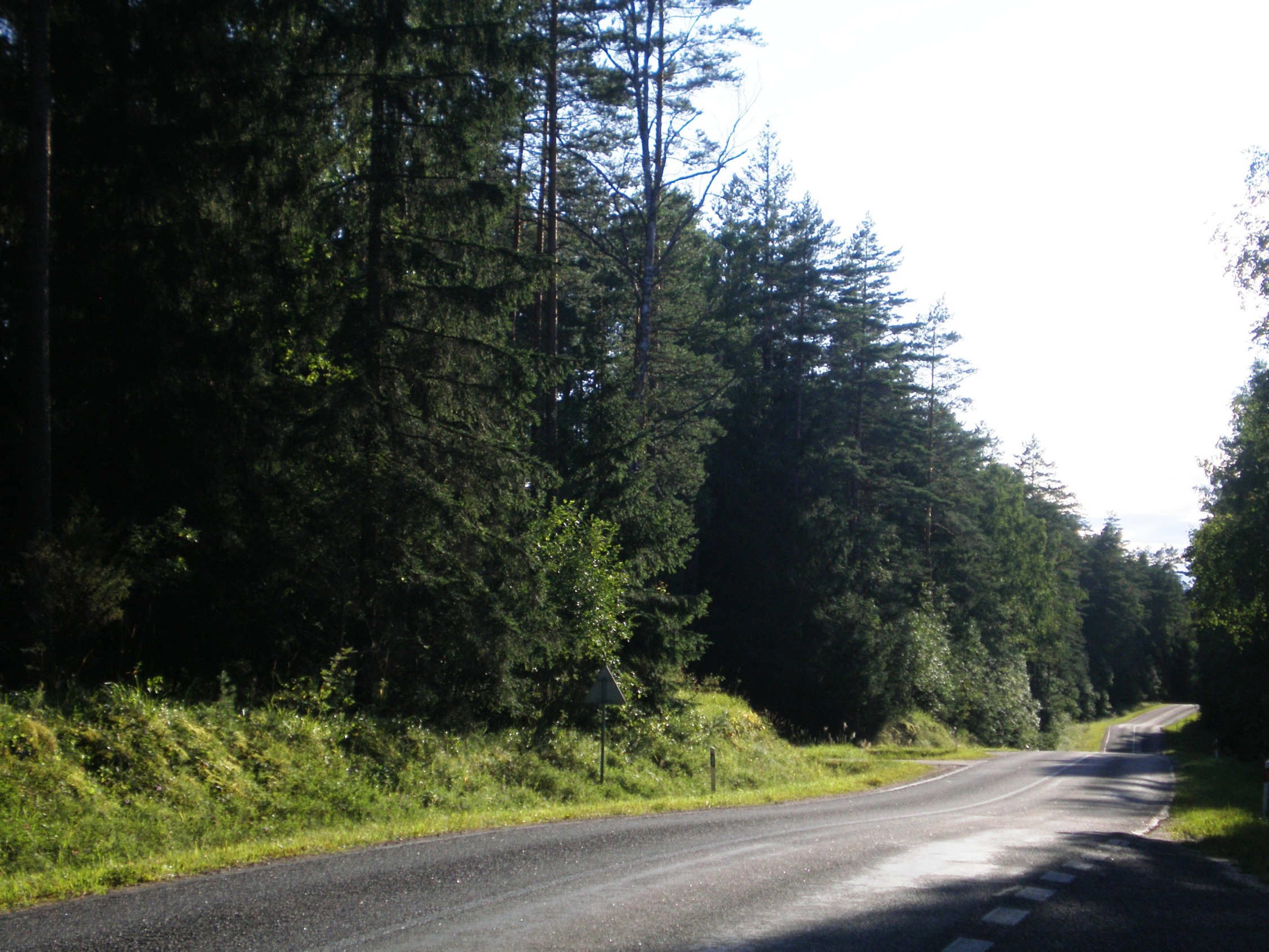
슈벤초니스구에 위치한 라바노라스숲

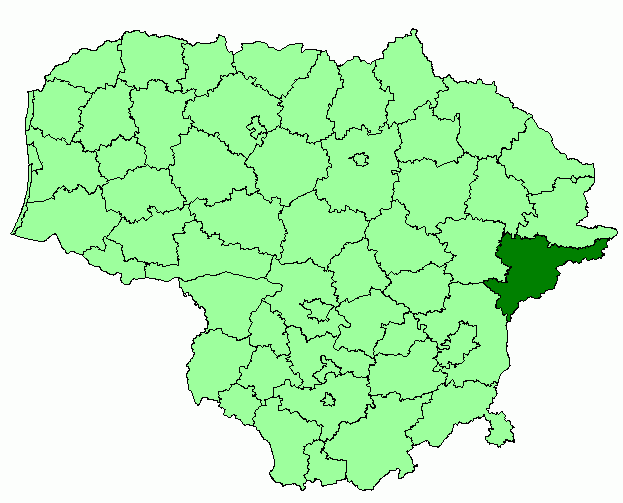
슈벤초니스구의 위치

슈벤초니스구(리투아니아어: Švenčionių rajono savivaldybė)는 리투아니아 빌뉴스주를 구성하는 8개 지방 자치체 가운데 하나로 행정 중심지는 슈벤초니스이며 면적은 1,691km2, 인구는 25,719명(2015년 기준), 인구 밀도는 15.2명/km2이다. 11개 장로구를 관할한다. 빌뉴스주 빌뉴스구, 우테나주 몰레타이구, 우테나구, 이그날리나구와 접하며 동쪽으로는 벨라루스와 국경을 접한다.

지방 자치체 문장